# Malabo

Malabo är huvudstad i Ekvatorialguinea och är belägen på ön Biokos norra kust. Staden är ett av landets trettio distrikt och hade 297 000 invånare år 2018.

## Historia
Malabo grundades år 1827 av britterna och hette då Port Clarence. När spanjorerna tog över staden fick den namnet Santa Isabel. Den blev landets huvudstad år 1969 och först år 1973 fick den namnet Malabo.

## Geografi

### Topografi och hydrografi
Malabo är beläget på en ö, på gränsen till en sjunken vulkan. Ön ligger norr om fastlandet, i Guineabukten. På ena sidan om Malabo ligger havet och på den andra sidan höga berg.

### Klimat
Malabo har en genomsnittlig temperatur på 25 ⁰C och årsnederbörden ligger på ungefär 1900 mm. Det gör att Malabo har ett av de mindre behagliga klimaten i Guineabukten.

## Ekonomi och infrastruktur

### Näringsliv

#### Jord-, skogsbruk och fiske
Malabo är Ekvatorialguineas centrum för fiskeindustrin.

#### Energi och råvaror
Det upptäcktes olje- och gasreserver under 1990-talet.

#### Industri
Ekvatorialguineas nationella oljebolag GE Petroleum har huvudkontoret i Malabo,  därtill har ett flertal internationella företag som knyter an till olje- och gasutvinningen också kontor i Malabo.

### Handel
Malabo är Ekvatorialguineas kommersiella och finansiella centrum. Verksamheten i Malabo består i huvudsak av export av kakao, timmer och kaffe.

### Infrastruktur

#### Transporter
Det finns en internationell flygplats i Malabo. Flygen går bland annat till Bata, på kontinentala Ekvatorialguinea men också till länder i Afrika och Europa, samt till USA. Malabos hamn är en av de djupaste hamnarna i regionen. Där kan flera fartyg lägga till. Det finns också färjetrafik mellan Malabo och fastlandet.

#### Utbildning och forskning
I Malabo finns det nationella universitetet, vilket grundades år 1955.

## Befolkning

### Demografi

#### Migration
Efter upploppen år 1969 emigrerade en stor del av de europeiska invånarna. I mitten av 1970-talet emigrerade även de kontraktsanställda nigerianerna. Under 1980-talet och 1990-talet upptäcktes olja, vilket ledde till att staden återigen började utvecklas.

## Kultur

### Konstarter

#### Arkitektur
Arkitekturen i stadens centrum är präglad av den spanska kolonialtiden och husen är därför byggda i spansk stil. Det finns flera områden med nybyggda villor medan andra delar består av slitna kåkstäder.

### Traditioner

#### Kultursymboler och viktiga personligheter
Elisabeth-katedralen, Catedral de Santa Isabel, är en romersk-katolsk katedral byggd i nygotisk stil. Katedralen byggdes mellan åren 1897 och 1916.